# Eddie Lim
Eduardo C. Lim, detto Eddie (Jaro, 13 ottobre 1930 – 25 marzo 2002), è stato un cestista filippino.

## Carriera
Con le Filippine ha disputato due edizioni dei Giochi olimpici (Helsinki 1952, Melbourne 1956) e i Campionati mondiali del 1959.